# Bythiospeum excessum
Bythiospeum excessum is een slakkensoort uit de familie van de Hydrobiidae. De wetenschappelijke naam van de soort is voor het eerst geldig gepubliceerd in 1951 door Mahler.